# Trochosippa modesta
Trochosippa modesta là một loài nhện trong họ Lycosidae.
Loài này thuộc chi Trochosippa. Trochosippa modesta được Carl Friedrich Roewer miêu tả năm 1960.